# Peronaea spenceri
Peronaea spenceri is een tweekleppigensoort uit de familie van de Tellinidae. De wetenschappelijke naam van de soort is voor het eerst geldig gepubliceerd in 1907 door Suter.